# Большая синагога Флоренции
Больша́я синаго́га Флоренции, (итал. Tempio maggiore israelitico di Firenze, англ. Great Synagogue of Florence) — действующая синагога в историческом центре Флоренции. Является самой большой синагогой города. Зелёный купол синагоги является частью знаменитой панорамы города.

## История

### Предыдущие синагоги
Еврейские общины Флоренции имеют давнюю историю и, вероятно, восходят своими корнями к римским временам. Однако, данных о местах поклонения во Флоренции нет вплоть до 1571 года, когда во Флоренции было установлено гетто. В гетто находились две синагоги, итальянского и испанского обряда. Позже была открыта третья синагога. Она располагалась вне гетто, на еврейской улице, недалеко от резиденции великих герцогов Палаццо Питти, где было разрешено жить семьям еврейских поставщиков. Синагоги были закрыты только в 1848 году, вместе с закрытием самого гетто. На месте этих синагог установлена памятная плита.

### Новая Синагога
Идейным вдохновителем и основным спонсором строительства новой синагоги стал член местной еврейской общины Давид Леви. Он захотел построить синагогу, достойную красоты Флоренции. Он купил участок земли в центре города и 30 июня 1868 года был заложен первый камень, присланный из Иерусалима. Главным архитектором являлся Марко Тревес, ему ассистировали Мариано Фалчини и Винченцо Микели, а также инженер Еудженио Циони. Синагога была открыта 24 октября 1882 года. Стоимость строительства составила 1 миллион лир, что на тот момент было внушительной суммой.
Во время Второй мировой войны синагога использовалась в качестве гаража. Покидая город, немцы попытались взорвать синагогу, но в силу неясных обстоятельств, им это не удалось. В настоящее время одно из помещений храма преобразовано в Музей истории еврейской общины Флоренции.

## Архитектура
Синагога построена в неомавританском стиле и сочетает в себе черты итальянской и исламской архитектуры. Общий вид храма напоминает внешний облик Софийского собора, используемый при строительства множества мечетей. Здание возведено из белого и розового камня в мавританском стиле. Центральную часть храма украшает большой купол, а по бокам располагаются небольшие башенки. Вход в синагогу выполнен в виде трех арок в форме подков. Купол сделан из меди, которую окислили, чтобы здание выделялось на флорентийской панораме.
Слои травертина и гранита чередуются в кладке, создавая полосатый эффект. На старых фотографиях запечатлены красные и бежевые полосы, но яркие цвета камня исчезли с течением времени.
Внутри здания все покрыто мавританскими узорами. Интерьер синагоги очень светлый и солнечный благодаря большому количеству окон пропускающих дневной свет. Стены и потолки покрыты декоративными мозаиками и фресками красного и синего цвета работы Джовани Панти . Часть помещения, предназначенная для женщин, отделена изящными коваными воротами. Дверь синагогального ковчега сохранила следы штыков, нанесённых фашистами, желавшими её открыть.